# Яфаров, Джафяс Джафярович
Джафяс Джафярович Яфаров (28 ноября 1976, село Татарский Канадей, Пензенская область — 6 марта 2000, село Комсомольское, Чеченская Республика) — российский военнослужащий, лейтенант, командир группы отряда специального назначения «Росич» Внутренних войск Министерства внутренних дел Российской Федерации. Герой Российской Федерации (7.07.2000, посмертно).

## Биография
Окончил среднюю школу; в 1994 году поступил на службу во Внутренние войска МВД РФ. С 1999 года, по окончании Саратовского военного института Внутренних войск МВД РФ, служил в отряде специального назначения «Росич» Внутренних войск МВД РФ.
Участвовал в боевых действиях во время второй чеченской войны. В начале марта 2000 года в составе отряда штурмовал село Комсомольское, где были блокированы свыше 1000 боевиков Руслана Гелаева. Группа лейтенанта Яфарова, захватив укреплённый дом на перекрёстке улиц, обеспечила продвижение российских частей в село, но оказалась отрезанной огнём боевиков от основных сил. Лейтенант Д. Яфаров лично уничтожил несколько моджахедов, вынес из-под огня раненного гранатомётчика; был ранен, контужен, но остался в строю. При прорыве к своим 6 марта 2000 года был убит выстрелом снайпера в голову. Похоронен на родине.
Указом Президента Российской Федерации № 1267 от 7 июля 2000 года за мужество и героизм, проявленные в ходе контртеррористической операции на Северном Кавказе, лейтенанту Яфарову Джафясу Джафяровичу посмертно присвоено звание Героя Российской Федерации.

## Память
- Имя Джафяса Яфарова присвоено школе, в которой он учился; в 2003 г. в этой школе создан Музей боевой славы имени Героя России Д. Д. Яфарова[2].
- Именем Яфарова названа одна из улиц г. Кузнецка в микрорайоне "Взлётный".